# Amtsbezirk Morgen
Der Amtsbezirk Morgen war ein preußischer Amtsbezirk im Kreis Johannisburg (Regierungsbezirk Gumbinnen, ab 1905 Regierungsbezirk Allenstein) in der Provinz Ostpreußen, der am 8. April 1874 gegründet wurde. Der Amtsbezirk, der ursprünglich Amtsbezirk Kumilsko hieß, erhielt am 15. November 1938 den Namen Amtsbezirk Morgen.
Dem Amtsbezirk mit Sitz in Morgen gehörten ursprünglich 18 Dörfer an. Am Ende waren es aufgrund von Umstrukturierungen noch 15.
| Name                             | Geänderter Name 1938 bis 1945  | Polnischer Name | Bemerkungen                     |
| -------------------------------- | ------------------------------ | --------------- | ------------------------------- |
| Bagensken                        | Lehmannsdorf                   | Bagieńskie      |                                 |
| Klarheim bis 1903: Dlugikont     |                                | Długi Kąt       | 1928 nach Mykutten eingemeindet |
| Groß Brzosken                    | (ab 1932:) Birkenberg          | Brzózki Wielkie |                                 |
| Itzken                           |                                | Idźki           | nach Kosken eingemeindet        |
| Jakubben                         |                                | Jakuby          |                                 |
| Klein Brzosken                   | (ab 1930:) Birkental           | Brzózki Małe    |                                 |
| Kosken                           |                                | Kózki           |                                 |
| Kossaken                         | Wächtershausen                 | Kosaki          |                                 |
| Kowalewen                        | Richtwalde                     | Kowalewo        |                                 |
| Kuckeln                          |                                | Kukły           |                                 |
| Kumilsko                         | Morgen                         | Kumielsk        |                                 |
| Lissaken                         | Drugen                         | Lisaki          |                                 |
| Mykutten                         | Mikutten                       | Mikuty          |                                 |
| Niegossen                        |                                | Niegosy         | nach Kosken eingemeindet        |
| Skodden                          | Schoden (Ostpr.)               | Szkody          |                                 |
| Sokollen (K) Kirchspiel Kumilsko | (ab 1935:) Falkendorf (Ostpr.) | Sokoły          |                                 |
| Soldahnen                        |                                | Sołdany         |                                 |
| Zwalinnen                        | Schwallen                      | Cwaliny         |                                 |

Am 1. Januar 1945 gehörten zum Amtsbezirk Morgen die Orte: Birkenberg, Birkental, Drugen, Falkendorf, Jakubben, Kosken, Kuckeln, Lehmannsdorf, Mikutten, Morgen, Richtwalde, Schoden, Schwallen, Soldahnen und Wächtershausen.